# Dongfeng Peugeot-Citroën Automobile

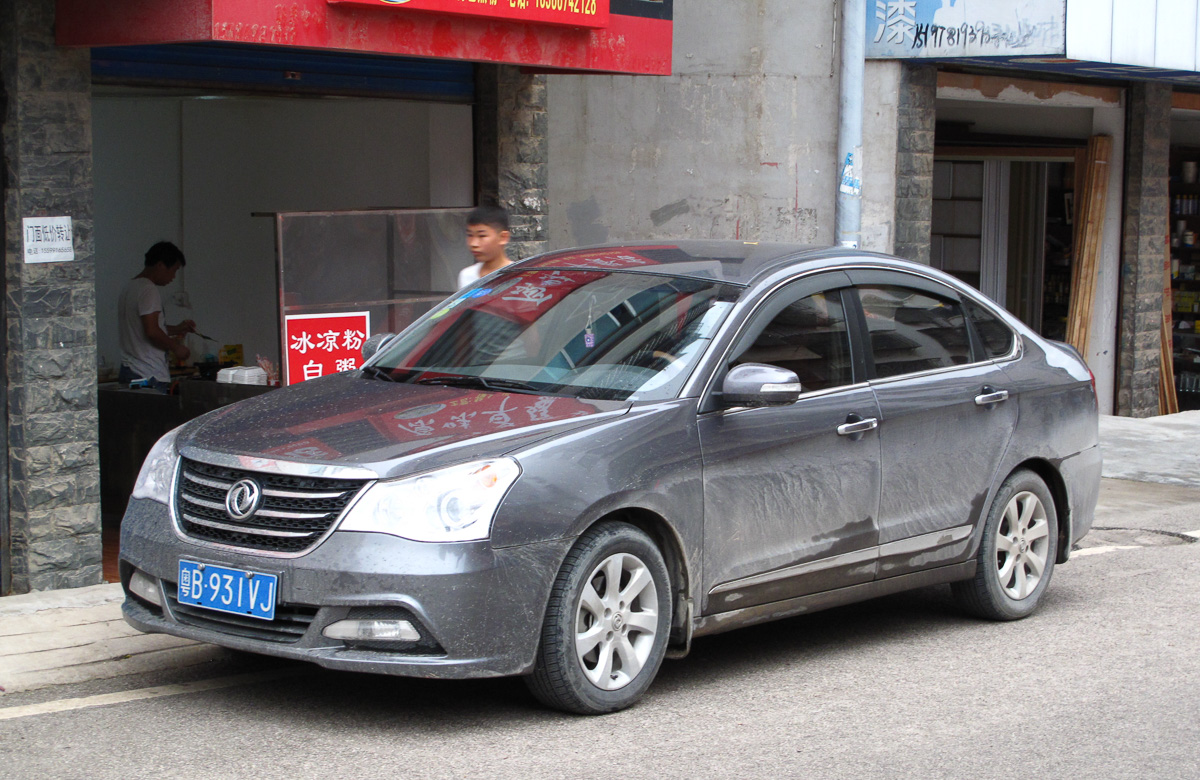
Dongfeng Aeolus A60

Dongfeng Peugeot-Citroën Automobile (chiń upr. 东风神龙汽车; pinyin Dōngfēng Shénlóng Qìchē) – spółka typu joint venture, założona w 1992 roku (jako Dongfeng Citroën Automobile, do 2002 roku) przez chińskie przedsiębiorstwo Dongfeng Motor i francuski koncern PSA, zajmująca się produkcją samochodów osobowych Citroën, a od 2002 roku również Peugeot.
Siedziba przedsiębiorstwa mieści się w Wuhanie, w prowincji Hubei.

## Modele
Obecnie produkowane przez Dongfeng Peugeot-Citroën Automobile modele samochodów to:
- Citroën Fukang – samochód kompaktowy z nadwoziem sedan lub hatchback, wzorowany na modelu ZX
- Citroën C-Elysée – samochód kompaktowy z nadwoziem sedan, wzorowany na modelu ZX, z wykorzystaniem elementów modelu Xsara
- Citroën Xsara – samochód kompaktowy z nadwoziem hatchback
- Citroën Xsara Picasso – minivan
- Citroën C-Triomphe – samochód kompaktowy z nadwoziem sedan, wzorowany na modelu C4
- Citroën C2 – samochód subkompaktowy, wzorowany na modelu Peugeot 206, niepowiązany ze sprzedawanym na innych rynkach modelem C2
- Peugeot 307 – samochód kompaktowy z nadwoziem sedan
- Peugeot 408 – samochód kompaktowy z nadwoziem sedan (nie jest on następcą modelu 407; jest on odmianą sedan Peugeota 308 mającą zastąpić model 307 sedan)